# Polytrichum flexicaule
Polytrichum flexicaule là một loài Rêu trong họ Polytrichaceae. Loài này được (Mitt.) Kindb. miêu tả khoa học đầu tiên năm 1888.